# Bolt Energie
Bolt est un fournisseur d'énergie disponible en Flandre depuis aout 2019 . Ce fournisseur est la première plateforme énergétique flamande . Fondée par Pieterjan Verhaegen et Rens Van Haute cette entreprise est issue de l'incubateur start-it de KBC . Depuis 2024, les services de Bolt sont aussi disponibles à Bruxelles et en Wallonie.

## Modèle
Le concept de plateforme énergétique n'est pas nouveau au niveau international, mais il va à contre-courant du système actuel belge. Selon L'Écho, « le modèle de Bolt repose sur la mise en relation entre producteurs et consommateurs. Pour un frais fixe de cinq euros par mois, l'entreprise fait le lien entre les installations renouvelables locales exploitées par de petits producteurs locaux (éoliennes, unités hydroélectriques, panneaux solaires ou biomasse) et ses clients qui devront en plus s'acquitter du prix affiché sur les marchés de gros. » Les frais fixes mensuels (appelés "frais de plateforme") ont depuis lors évolué et selon le site web de Bolt Énergie, ils s'élèvent à environ onze euros par mois pour les contrats de fourniture d'électricité et de gaz standards. Il est possible d'obtenir un tarif de frais de plateforme réduit s'élevant à environ un euro par mois par type d'énergie moyennant la souscription à un contrat prévoyant le paiement pour la première année d'un acompte annuel forfaitaire de 1500 euros pour l'électricité et 2500 euros pour le gaz.

## Objectif annoncé
La création de cette plateforme énergétique a pour but de mettre fin aux imports de garanties d'origines de l'étranger. Ses fondateurs estiment que 90 % de l'énergie verte en Flandres ne contribue pas au verdissement du pays, étant donné que seuls 23 % de l'énergie verte fournie en Belgique y est effectivement produite. Ce taux est confirmé par le Factcheck du journal De Standaard. La situation est similaire dans les autres régions de Belgique. À ce sujet, Bolt lance en 2019 une campagne médiatique intitulée « #StopVertDeGris » (« 
1. StopSjoemelstroom » en néerlandais)[9], à 'issue de laquelle il envoie un Flamand d'origine islandaise, Koen Kjartan Van de Putte, remettre 1 000 garanties d'origine d'électricité verte en provenance d'Islande à la première ministre Islandaise Katrín Jakobsdóttir[10].

## Producteurs et clients
Bolt met en relation producteurs et consommateurs. En 2021, l'entreprise compte plus de 12 000 clients, auxquels elle fournit quotidiennement de l'électricité verte provenant des producteurs. Parmi ceux-ci figurent la brasserie Brussels Beer Project et d'autres entreprises locales comme des clubs de tennis ou des fermes,,.